# Volker Prechtel
Volker Prechtel (Hopfen am See, 9 agosto 1941 – Gröbenzell, 7 agosto 1997) è stato un attore tedesco.

## Biografia
Dopo gli studi di pedagogia lavorò per molti anni come maestro. Solo in seguito decise di dedicarsi al teatro a livello amatoriale per poi intraprendere la carriera di attore professionista. Grazie al suo volto molto particolare - a causa del naso prominente  - ricoprì per lo più ruoli di supporto e di caratterista in decine di film e produzioni televisive.
A livello internazionale il suo ruolo più noto fu quello di Malachia da Hildesheim a fianco di Sean Connery e F. Murray Abraham ne Il nome della rosa (1986), adattamento dell'omonimo romanzo di Umberto Eco diretto da Jean Jacques Annaud.
Morì nell'agosto del 1997, due giorni prima del suo 56º compleanno, a causa di un cancro.

## Filmografia parziale
- L'enigma di Kaspar Hauser (Jeder für sich und Gott gegen alle), di Werner Herzog (1974)
- Un asso nella mia manica (Ace Up My Sleeve), di Ivan Passer (1976)
- La Marchesa von... (Die Marquise von O...), di Éric Rohmer (1976)
- Cuore di vetro (Herz aus Glas), di Werner Herzog (1976)
- Woyzeck, di Werner Herzog (1979)
- Il nome della rosa (Der Name der Rose), di Jean Jacques Annaud (1985)
- Grido di pietra (Cerro Torre: Schrei aus Stein), di Werner Herzog (1991)
- La casa del guardaboschi - serie tv (1989-1997)